# Julia Weldon
Julia Weldon (nació el 22 de abril de 1983) es una actriz y cantante independiente estadounidense.

## Primeros años
Weldon pasó la mayor parte de su infancia viviendo en Demarest, Nueva Jersey. Se dedicaba a la actuación desde su infancia. Asistió a las escuelas de Demarest, practicó deportes, especialmente softbol, y actuaron. Se graduó de Vassar College en 2005 con especialización en Filosofía. 

## Carrera
Weldon, autodidacta en el campo de la música, lanzó su primer álbum, Light is a Ghost, en 2013.
En noviembre de 2015, Weldon se sometió a una cirugía de afirmación de género e inesperadamente entró en coma durante cuatro días, posiblemente debido a meningitis. Regresó a grabar en septiembre de 2016 con el álbum Comatose Hope.

## Vida personal
Weldon es de género no binario y usa pronombres en inglés they/them.

## Álbumes
- Light is a Ghost (2013)
- Comatose Hope (2018)

## Filmografía
- Adam (2019) (Jules)
- High Maintenance (2018)
- Prom King, 2010 (2017) (Jules)
- Curiosity Killed the Cat (2012) (Pike)
- An Affirmative Act (2010) (Jennifer)
- Eavesdrop (2008) (Melanie)
- Law & Order: Special Victims Unit (2005) (Pamela Sawyer)
- Law & Order (1998) (Sally Maxwell)
- Antes y después (1996) (Judith Ryan)
- Parallel Sons (1995) (Sally Carlson)